# La Ginebrosa
La Ginebrosa is een gemeente in de Spaanse provincie Teruel in de regio Aragón met een oppervlakte van 80,10 km². La Ginebrosa telt 199 inwoners (1 januari 2016).

## Demografische ontwikkeling
Bron: INE, 1857-2011: volkstellingen